# Сталагнат

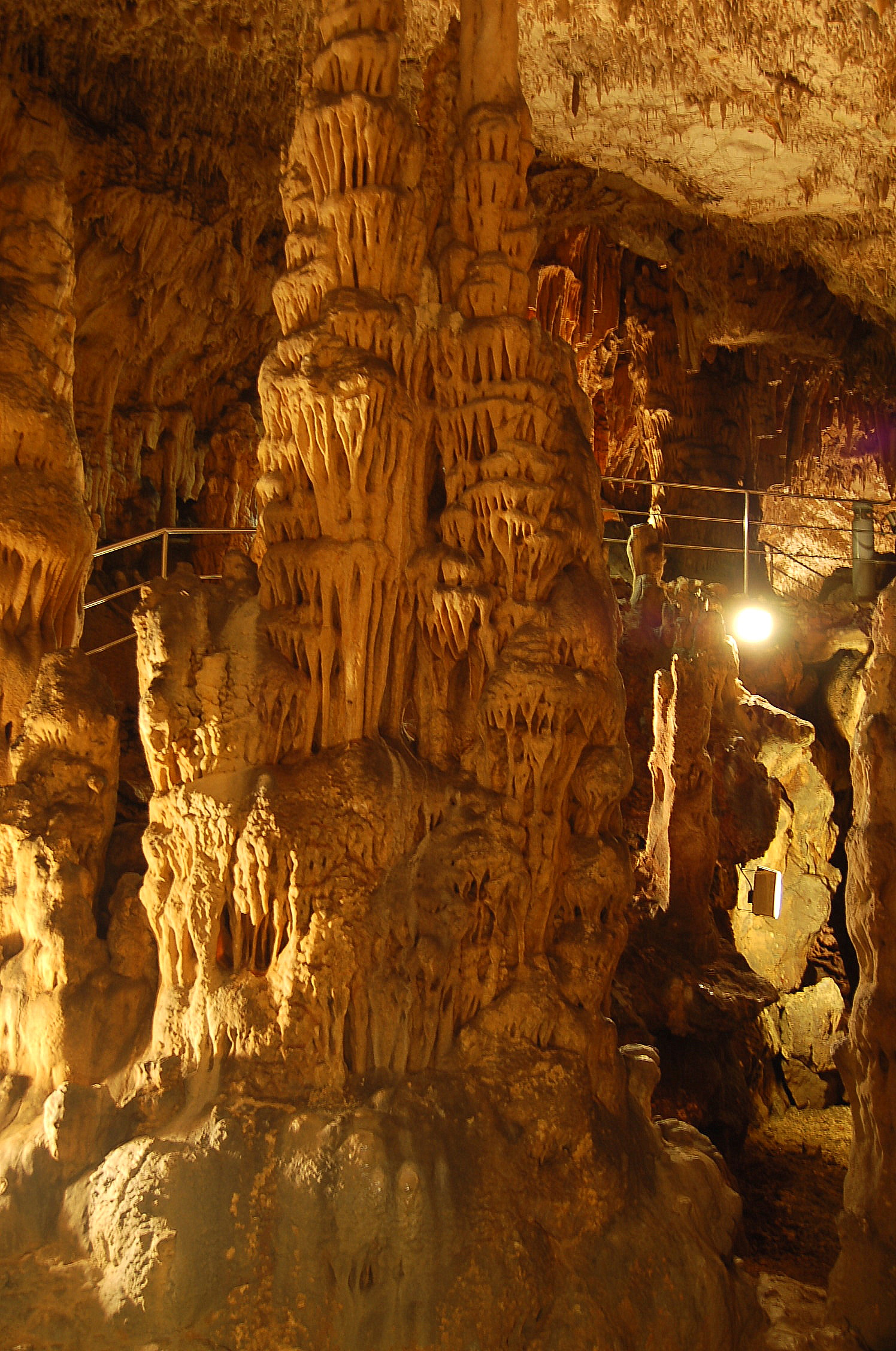
Сталагнати в печері Бісеруйка на острові Крк, Хорватія

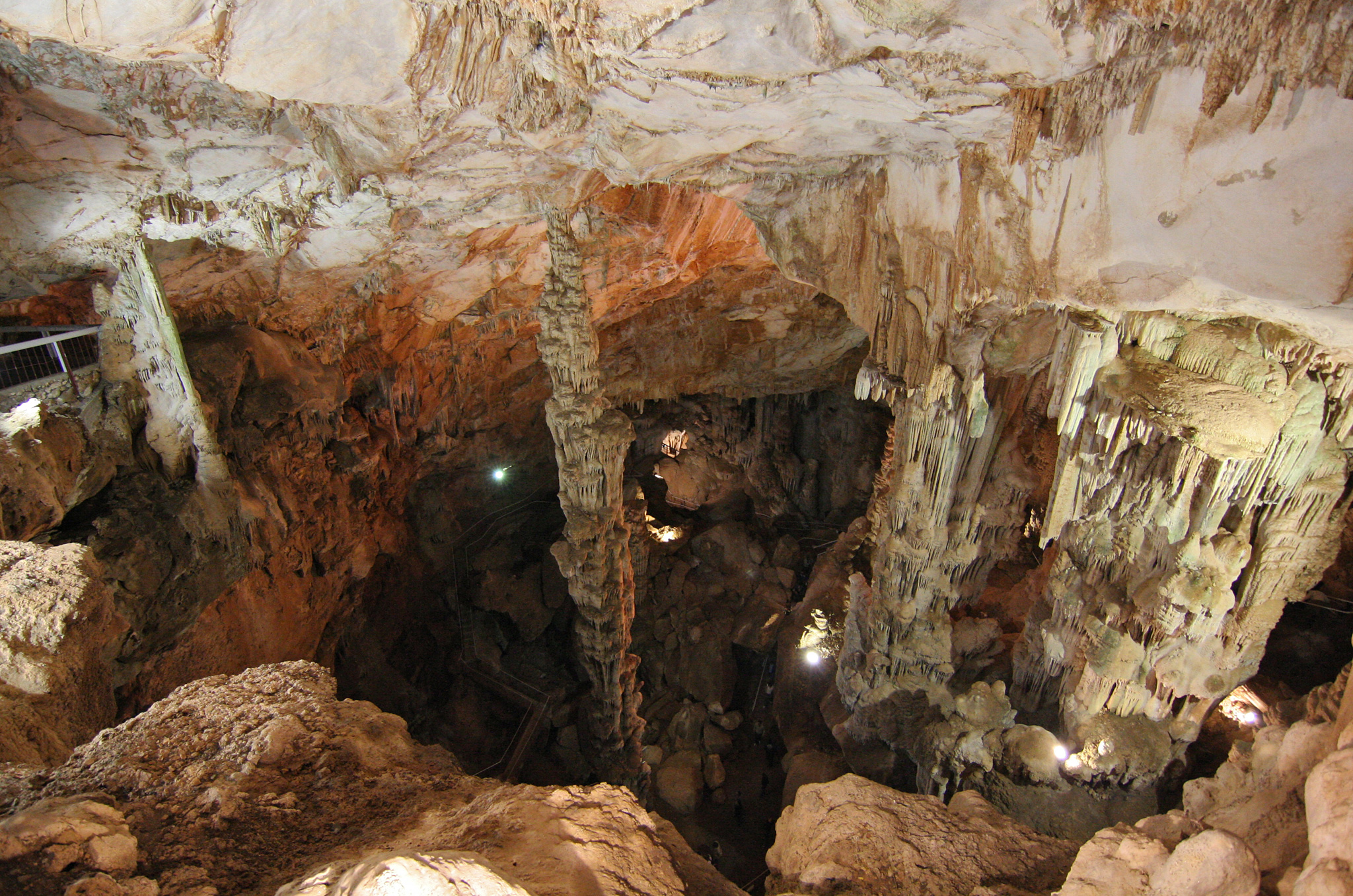
Сталагнати в гроті Іспініголі, Італія

Сталагнат, або сталактон — натічно-крапельне хемогенне відкладення в карстових печерах. Сталагнати являють собою колоноподобні утворення, що виникають при з'єднанні сталактитів і сталагмітів.